# Полі Стайрин
Маріанна Джоан Елліотт-Саїд (3 липня 1957 — 25 квітня 2011), відома під псевдонімом Полі Стайрин (англ. Poly Styrene) — англійська музикантка, авторка пісень і вокалістка панк-рок гурту X-Ray Spex.

## Раннє життя
Маріанна Джоан Елліотт-Саїд народилася в 1957 році в Бромлі, Кент, і виростала в Брікстоні, Лондон. Її мати, яка виховувала її сама, була шотландсько-ірландською юридичною секретаркою. Її батько був докером із Сомалі, хоча Стайрин казала пресі, що він був позбавленим власності сомалійським аристократом.
У підлітковому віці Стайрин була хіпі. У 15 років вона втекла з дому з 3 фунтами стерлінгів у кишені та їздила автостопом з одного музичного фестивалю на інший, зупиняючись у сквотах хіпі. Мандри закінчилися, коли вона наступила на іржавий цвях, купаючись у струмку, і була змушена лікуватися від сепсису.
Будучи «мандрівницею, дизайнеркою альтернативної моди та невдалою співачкою поп-реггі», вона побачила виступ Sex Pistols у Pier Pavilion у Гастінгсі на свій дев'ятнадцятий день народження, 3 липня 1976 року, і вирішила створити панк-гурт X-Ray Spex.

## Музична кар'єра

### Демо і перший сингл
Стайрин записала свій перший демо альбом в 1975 році, коли їй було 18 років. Її менеджер залучив Теда Бантінга до продюсування запису.
У 1976 році Стайрин випустила перший сингл під своїм справжнім іменем Марі Елліотт. Вийшовши під назвою «Silly Billy», це був трек у стилі регі з деякими нотками популярного на той час стилю ска. Вона написала B-side «What a Way» разом з продюсером платівки Фальконом Стюартом. Сингл був виданий у GTO Records.

### X-Ray Spex
Перегляд дуже раннього концерту Sex Pistols у порожньому залі у Гастінгс-Пірс, які грали кавер-версії пісень, надихнув її розмістити оголошення в музичних газетах про «молодих панків, які хочуть об'єднатися» для формування гурту. Після цього вона стала вокалісткою X-Ray Spex, Poly Styrene, ім'я, яке вона обрала, читаючи «Yellow Pages», коли «шукала назву, суголосну тому часу, щось пластикове». Billboard описав її як «архетип сучасного феміністичного панку»; тому що вона носила брекети, бунтувала проти архетипу жінки як сексуального об'єкта 1970-х, носила яскравий гардероб Dayglo та була змішаної раси. Вона була «однією з найнезвичайніших фронтменів в історії рок-музики, чоловіком чи жінкою». Гурт випустив дебютний сингл у 1977 році.
У 1978 році після концерту в Донкастері, Південний Йоркшир, Стайрин побачила рожеве світло в небі та відчула, як предмети потріскували, коли вона торкалася до них. Подумавши, що у неї галюцинації, мати відвезла її до лікарні, де Маріанн помилково діагностували шизофренію та сказали, що вона більше ніколи не працюватиме. У 1991 році їй діагностували біполярний розлад.

### Сольна кар'єра
Після того, як початковий склад X-Ray Spex розпався в 1979 році, Полі Стайрин записала сольний альбом Translucence в 1980 році. Альбом відмовився від гучних гітарних партій X-Ray Spex заради більш тихого та джазового звуку, який описується як передвістник пізнішої роботи Everything but the Girl. У 1986 році вона випустила міні-альбом God's & Godesses на лейблі Awesome. У 2004 році вийшов сольний альбом New Age Flower Airplane.
Вона описувала себе як «спостерігачку, а не страждаючу мисткиню, яка пише на основі тяжкого досвіду. Я гралася зі словами та ідеями. Сміялася над усім, посилаючи це слухачам».
У 2007 році Стайрин була запрошена на фестиваль Concrete Jungle у Камбер-Сандс її другом Джоном Роббом; Стайрин та організатор фестивалю Саймонд Лоус домовилися відзначити 30-річчя дебютного альбому X-Ray Spex Germfree Adolescents. Святкування включало живе шоу 6 вересня 2008 року в Camden Roundhouse, яке було проведене з аншлагом. Концертний альбом/DVD цієї події, Live @ The Roundhouse London 2008, був випущений у листопаді 2009 року на лейблі Year Zero Future Noise Music.
У 2008 році вона виступила гостею на 30-му ювілейному концерті Rock Against Racism у парку Вікторія, Лондон, виконавши «Oh Bondage Up Yours!» із запрошеними музикантами Дрю Макконнеллом (з Babyshambles і Helsinki) і «Flash» Девідом Райтом, який грав на саксофоні. Того ж року вона виступила в дуеті з Джоном Роббом із Goldblade над реміксом пісні Goldblade «City of Christmas Ghosts».
У березні 2009 року Стайрин приєдналася до інших членів об'єднання PRS for Music у критиці Google за нібито невиплату справедливої частки роялті музикантам. Це сталося після видалення компанією Google мільйонів відео з YouTube через суперечку з організацією щодо роялті.
NME.com оголосив 29 жовтня 2010 року, що Полі Стайрин має випустити сольний альбом під назвою Generation Indigo, спродюсований Мартіном Гловером (він же Youth з Killing Joke) у березні 2011 року. У листопаді 2010 року вона безкоштовно випустила «Black Christmas». Натхненний серією вбивств чоловіка в костюмі Санта-Клауса в Лос-Анджелесі, альбом «Black Christmas» був написаний у співпраці з її дочкою Селестою Белл.
Стайрин анонсувала «Virtual Boyfriend» як перший сингл з нового альбому Generation Indigo через Spinner Music, а також запустила свій новий вебсайт. «Virtual Boyfriend» був випущений 21 березня 2011 року та містив анімаційне рекламне відео, зняте Беном Вілом. Generation Indigo було випущено 28 березня 2011 року на лейблі Future Noise Music. Альбом отримав схвалення критики, зокрема ідеальну оцінку 10 із 10 у журналі Artrocker та 8 із 10 у газеті The Daily Telegraph. Generation Indigo також був обраний альбомом дня на британській радіостанції BBC 6 Music. Він був випущений у США 24 квітня 2011 року, за день до її смерті.
«Ghoulish» був першим посмертним синглом, випущеним Generation Indigo, і був підкріплений реміксом Hercules and Love Affair.
Музичний журналіст журналу New York Nitsuh Abebe описав її стиль співу в X-Ray Spex як «сміливий, пронизливий крик» і «лютий, але люто жіночний».
Гурт U2 віддав данину поваги Стайрин під час відео-триб'юту «HerStory», присвяченого видатним жінкам, у 2017 році до 30-ї річниці альбому The Joshua Tree під час виконання пісні «Ultraviolet (Light My Way)». У 2023 році Rolling Stone поставив Полі Стайрин на 195 місце у своєму списку 200 найкращих вокалістів усіх часів.

## Особисте життя
У 1983 році Стайрин приєдналася до руху Харе Крішна та записувалася на їхніх студіях звукозапису, живучи у Бгактіведанта-Менор. З 1983 по 1988 рік вона жила як членкиня Харе Крішна в Хартфордширі та Лондоні. Стайрин була вегетаріанкою .
У 1995 році сольна робота Стайрин була призупинена, оскільки вона отримала перелом тазу після того, як її збила пожежна машина.
У березні 2009 року Стайрин взяла участь у першому вечорі Instigate Debate. Темою вечора було сучасне споживацтво.
Стайрин мала доньку і жила сама в Сент-Леонардсі, Східний Сассекс.

## Смерть
У лютому 2011 року в інтерв'ю, опублікованому в журналі The Sunday Times, яке в основному було зосереджено на її минулих і теперішніх стосунках із дочкою Селестою, Стайрин розповіла, що вона лікувалася від раку молочної залози, і що він поширився на її хребет і легеніі. Вона померла від метастатичного раку молочної залози 25 квітня 2011 року у віці 53 років.

## Документальний фільм і біографія
Письменниця Зої Хоу та її донька Селеста Белл є співавторками біографії Полі Стайрин, опублікованої в листопаді 2018 року. Книга під назвою Day Glo: The Poly Styrene Story була опублікована в США у вересні 2019 року
У 2021 році Стайрин була темою документального фільму Poly Styrene: I Am a Cliché, який спочатку фінансувався краудфандингом, поки проєкт не отримав інвестиції від Sky Arts. Як і біографія, документальний фільм був написаний у співавторстві Хоу та Белл, а Селеста Белл також була режисеркою разом із Полом Снгом і оповідачкою разом з Рут Негга. Фільм збігся з 40-річчям випуску першого альбому X-Ray Spex Germfree Adolescents. «Цей фільм стане святом життя та творчості моєї матері, художниці, яка заслуговує на визнання однією з найкращих фронтвумен усіх часів; маленької дівчинки з гучним голосом, чиї слова актуальні сьогодні, більш ніж будь-коли», — сказала Селеста Белл. Світова прем'єра фільму «I Am a Cliché» відбулася онлайн 27 лютого 2021 року, а в цифрових форматах фільм вийшов 5 березня 2021 року, 6 березня 2021 року транслювався Sky Arts.

## Сольна дискографія

### Альбоми
- Translucence (United Artists, 1980)[53]
- Flower Aeroplane (2004)[54]
- Generation Indigo (Future Noise Music, 2011)[55][56]

### ЕР
- Gods & Goddesses (Awesome, 1986)[57]

### Сингли
- «Silly Billy»/«What A Way» — як Mari Elliott (GTO, 1976)[19]
- «Talk in Toytown»/«Sub Tropical» (United Artists, 1980)[58]
- «City of Christmas Ghosts» — Goldblade featuring Poly Styrene (Damaged Goods, 2008)[59]
- «Black Christmas» (2010)[31]
- «Virtual Boyfriend» (2011)[33]
- «Ghoulish» (2011)